# Zenobie poprášená
Zenobie poprášená (Zenobia pulverulenta) je jediný druh rodu zenobie (Zenobia) z čeledi vřesovcovité. Přirozeně roste na jihovýchodě USA, ve státech Severní Karolína, Jižní Karolína, a Virginie. Alternativním, méně používaným českým názvem je vřesenec (např.)

## Původ jména
Zenobie byla syrskou královnou, která žila v 3. století. Stala se vládcem, prominentním filozofem a římskou patronkou. Prominentní Římané se počítají mezi její potomky.

## Synonyma
Zenobia cassinefolia

## Popis
Je to opadavý, nebo poloopadavý keř, dorůstající 0,5–1,8 m výšky. Listy vyrůstají na větvičkách spirálně, jsou oválné až eliptické, 2–7 cm dlouhé. Květy jsou bílé, zvonkovité, 12 mm dlouhé a 10 mm široké, sladce vonící. Kvete v květnu až červenci. Plodem je suchá tobolka.

## Množení
Řízkováním v červenci, výsevem.